# Modos de la cámara digital

Ruedecilla genérica de los modos en cámaras digitales que muestra los modos más comunes. (Las ruedecillas de modo pueden variar; por ejemplo las cámaras compactas raramente tienen modos manuales). Modos manuales: Manual (M), Automático programado (P), prioridad de la Velocidad de Obturación (S), prioridad del Diafragma (A). Modos automáticos: Automático, Acción, Retrato, retrato por la noche, Paisaje, Macro.

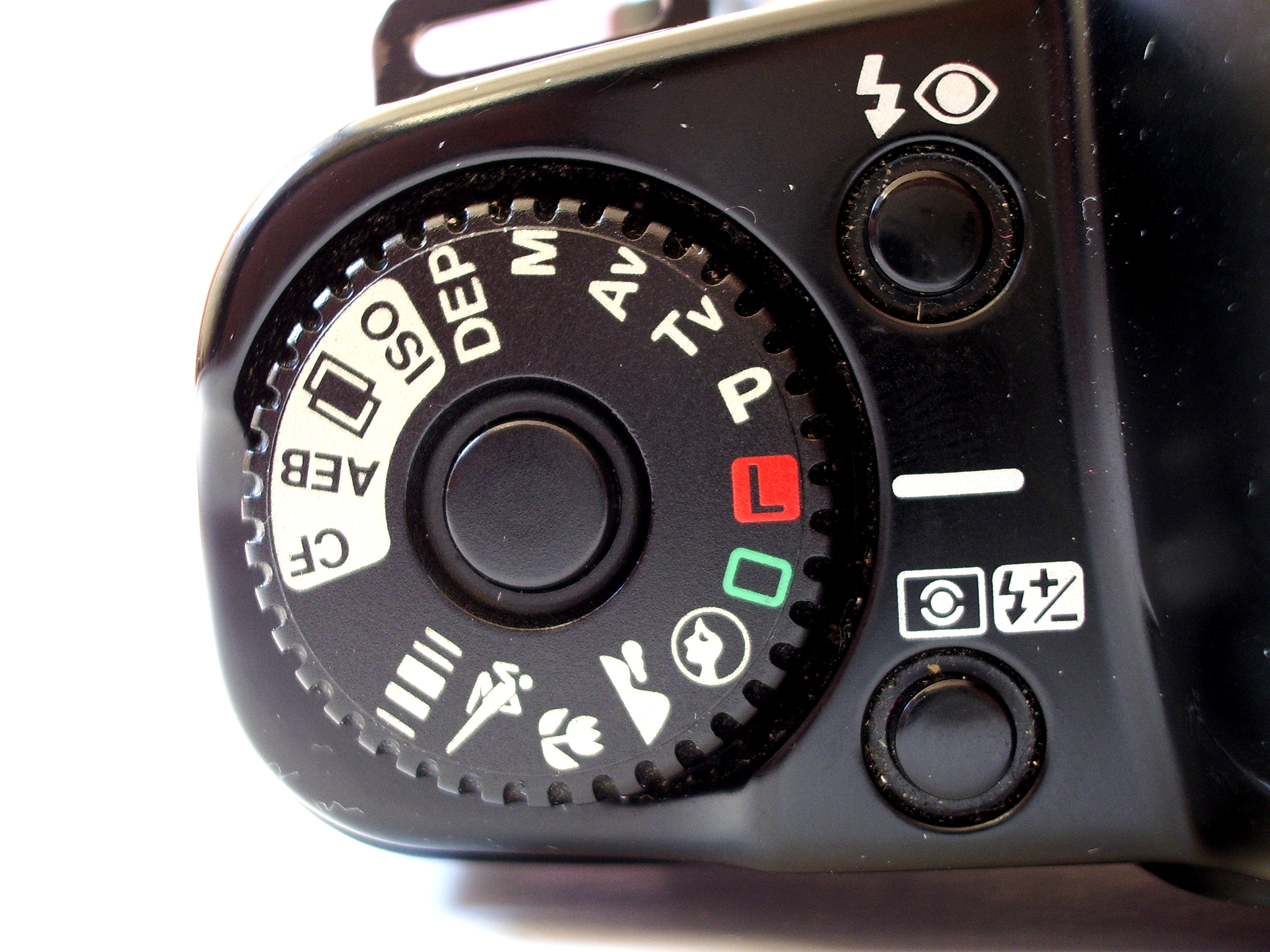
Una ruedecilla con más modos

La mayoría de cámaras digitales disponen de un número determinado de modos de cámara digital con un uso determinado para varias situaciones. Las cámaras DSLR profesionales proporcionan varios modos manuales; las cámaras compactas enfatizan los modos automáticos; y las cámaras de aficionado a menudo tienen una variedad amplia de ambos modos manuales y automáticos.

## Modos manuales
Los modos manuales permiten al fotógrafo tener un control absoluto sobre los diversos parámetros a la hora de capturar una fotografía. Hay tres parámetros de exposición –el diafragma, la velocidad de obturación, y la sensibilidad de imagen (ISO). Hay muchas combinaciones que resultan en la misma exposición fotográfica (por ejemplo, reduciendo el diafragma a la vez que se aumenta la velocidad de obturación o la sensibilidad de la imagen); además,  hay varios algoritmos posibles para escoger automáticamente entre estos.
Muy a menudo, la ISO es un parámetro considerado por separado, puesto que puede ser configurado manualmente o automáticamente independientemente del modo, por lo tanto, el diafragma y la velocidad de obturación (también llamado tiempo de exposición) configuran los dos parámetros principales de una cámara digital. 
Los cuatro modos principales, son a menudo abreviados con las siglas "PASM":
- P: Automático programado, modo en el cual la cámara calcula automáticamente el diafragma y el tiempo de exposición (la ISO o sensibilidad de la imagen pueden ser configurados manualmente o con la opción automática Auto ISO). Las cámaras de alta gamma ofrecen un control manual parcial para cambiar los valores configurados automáticamente (aumentando el diafragma y reduciendo el tiempo de exposición de la imagen, o a la inversa). La diferencia entre el modo de Automático programado y el modo Automático  es que dentro de modo Automático programado, solo la exposición de la imagen es automática, mientras que los otros parámetros de la cámara (por ejemplo: el flash o la compensación de la exposición) pueden ser configurados manualmente; en cambio, en el modo Automático todas las configuraciones de la cámara son escogidas automáticamente.
- A o Av: preferencia del Diafragma, modo el cual permite la regulación manual del diafragma, y por lo tanto, la velocidad de  obturación es calculada por la cámara según exposición recibida (la sensibilidad de imagen o ISO puede ser configurada manualmente o automáticamente).
- S o Tv: prioridad de la Velocidad de Obturación, modo que habilita el control manual de la velocidad de obturación, en consecuencia, el diafragma es calculado por la cámara según exposición de la situación (la sensibilidad de imagen o ISO puede ser configurada manualmente o automáticamente).
- M: Manual, modo en el que tanto la velocidad de obturación como el diafragma son configurados manualmente e independientemente, junto con la ISO o sensibilidad de la imagen.

La exposición de la imagen es controlada en cada uno de los modos mencionados con un parámetro independiente por:
 
- Ev: compensación de la Exposición, este modo permite un aumento o reducción de la compensación de la exposición de la imagen con el objetivo de conseguir que el resultado final sea más claro o más oscuro.

Otros modos manuales menos comunes son:
- Sv: prioridad de la Sensibilidad de la imagen o prioridad de la ISO, este modo permite controlar libremente el valor de ISO, mientras que el diafragma y la velocidad de obturación son calculados automáticamente por la cámara. Este modo se puede encontrar en algunas cámaras Pentax; en muchas cámaras (como Canon y Nikon) no se trata de un modo independiente e individual sino de una funcionalidad integrada en el modo Automático Programado o Programa (modificando la ISO manualmente).
- TAv: algunas cámaras Pentax como el modelo Pentax K-50 tienen este modo para cambiar la luz rápidamente utilizando el diafragma más abierto y la ISO más bajo, cambiándolo continuamente entre los valores de 1,000 y 3,200. Algunas marcas de cámaras incluyen esta función dentro de la selección automática de la ISO en el modo Manual.
- DEP: DEP (Profundidad de campo), este modo permite, en algunas cámaras Canon, seleccionar automáticamente el diafragma con el objetivo de conseguir la profundidad de campo deseada.
- Un-DEP: algunas cámaras Canon también ofrecen el modo Un-DEP (Profundidad de campo automática) el cual selecciona la profundidad de campo y el enfoque en la acción de disparar la fotografía. Aun así, esto requiere alinear tanto los objetos más próximos como los más lejanos a la vez, el cual puede ser difícil.

En algunos casos hay parámetros que tienen configuraciones diferentes según el modelo de cámara (como es el caso de la ISO Automático). Por ejemplo, las cámaras Nikon permiten al fotógrafo determinado los valores máximos y mínimos de las sensibilidades de ISO, además de la velocidad más lenta utilizada en el modo Automático. Además en las cámaras Canon seleccionan una franja fija de valores ISO en el modo de ISO Automático (400-800), en cambio, en las cámaras Nikon el modo de ISO Automático se mantiene en el nivel más bajo posible hasta que el fotógrafo configura la velocidad de obturación deseada, y es entonces cuando la ISO se incrementa hasta su valor máximo.
Las funciones superiores son independientes de los métodos de estabilización y de enfoque. 

## Modos automáticos
En los modos automáticos la cámara determina todos los  aspectos de la exposición, escogiendo los parámetros de exposición según el objetivo de conseguir una exposición correcta, incluyendo el diafragma, enfocando, midiendo la luz, equilibrando la sensibilidad. Por ejemplo, dentro del modo retrato, la cámara utilizaría un diafragma más bajo para desenfocar el fondo, y buscaría enfocar una cara humana por encima de otro contenido de imagen. En iguales condiciones de luz, un diafragma más reducido sería utilizado para fotografiar un paisaje, y el reconocimiento facial no sería necesario para enfocar.
Algunas cámaras tienen decenas de modos. Muchas cámaras no exponen exactamente la función de sus modos; para tener el dominio perfecto de una cámara el usuario tiene que experimentar con los modos.
En general se pueden encontrar los siguientes modos automáticos (algunos tan solo son presentes en modelos de cámaras determinados):
- Los modos de deportes y acción incrementan la ISO  y utilizan una velocidad de obturación muy rápida para capturar la acción concreta.
- Los modos de paisaje utilizan un diafragma  de valor bajo para obtener más profundidad de campo. El flash puede ser desactivado.
- El modo texto incrementa la agudeza en detalles de la cámara para permitir fotografiar textos.
- El modo de retrato abre el diafragma para desenfocar el fondo de la imagen. La cámara puede reconocer rostros y enfocarlos.
- El modo nocturno noche alarga el tiempo de exposición con el objetivo de captar los detalles del fondo, junto con el uso del flash para iluminar objetos próximos.
- El modo de fuegos artificiales, utilizado en trípodes, hace uso de una larga exposición (alrededor de cuatro segundos).
- El modo de agua, dependiendo de la cámara puede cambiar la configuración de dos maneras: puede o bien abrir el diafragma e incrementar el tiempo de obturación para captar instantes determinados; o bien subir el valor del diafragma y bajar el tiempo de exposición para captar el recorrido del agua.
- El modo de nieve compensa la deformación provocada por la luz clara de la nieve blanca incrementando la exposición con el objetivo de fotografiar individuos.
- El modo de luz natural acostumbra a abrir mucho el diafragma e incrementar la ISO para evitar el uso del flash y aprovechar la luz natural.
- Los modos de alta sensibilidad utilizan valores de ISO muy elevados a pesar de que con resoluciones más bajas para hacer frente al ruido.
- Los modos macro tienden a enfocar el sujeto más próximo a la cámara. Además, pueden reducir el diafragma y restringir la cámara a un ángulo amplio en un intento de ampliar la profundidad de campo (para incluir objetos más próximos): esta última manera de funcionar a menudo se conoce como Super Macro.
- Modo de película permite a una cámara quieta disparar fotografías movidas.
- El modo escena (en cámaras Canon) utiliza la detección de rostro para disparar la fotografía  cuando el sujeto sonríe, guiña el ojo u otro sujeto aparece a escena.
- Los modos de puesta de sol mejoran los colores cálidos que acostumbran a  aparecer en estos fenómenos.
- El modo crepúsculo, encontrado a las Nikon compactas, realzan los colores azules de los crepúsculos, así como suben los valores de ISO para compensar el bajo nivel de luz.
- Los modos de playa realzan colores azules, propios del mar y del cielo, además de evitar la sobrexposición que puede provocar la luz directa del sol.
- El modo de cielo estrellado, presente en las cámaras Panasonic compactas y en las cámaras de puente, proporciona una gran velocidad de obturación (hasta 60 segundos) para capturar trayectos de estrellas así como otros fenómenos que requieren exposiciones muy largas.
- El modo de follaje, presente en algunas cámaras Canon, realza los colores verdes de vegetación.

## Modos secundarios
Además de los principales modos que controlan la exposición, suelen haber otras configuraciones secundarias comunes a las cámaras digitales; que son las siguientes.

### Modos de ráfaga
Los modos de ráfaga (en inglés, shooting modes) acostumbran a disparar un gran número de fotografías en una sucesión rápida. Este modo es a menudo utilizado cuando una fotografía de un caso específico es necesitada (p. ej. el final de una carrera). 

### Modos de autoenfoque
Los modos de autofocus pueden, o bien ser activados hasta que se encuentra un sujeto (AF-S, mecanismo solo o individual) o bien estar siempre activos (AF-C, mecanismo continuo). El modo de mecanismo solo o individual es especialmente utilizado cuando se quieren fotografiar sujetos fijas, es decir, cuando se ha encontrado el enfoque, se tiene que quedar fijado. En cambio, el modo de mecanismo continuo es utilizado por sujetos movidos. 
También hace falta mencionar la distinción entre la prioridad de enfoque o la prioridad de disparar más allá de si la cámara realizará la fotografía con el sujeto enfocado o no. El modo de prioridad de enfoque, la cámara solo hará una fotografía si el sujeto está enfocado, mientras que en la prioridad de disparar, la cámara realizará la fotografía siempre que se apriete el disparador, independientemente del enfoque. La opción de prioridad de disparar es utilizada específicamente por sujetos muy movibles, hecho que puede comportar fotografiar sujetos no enfocados.
Hay que remarcar que estos modos de 'prioridad', no se tienen que confundir con los modos de exposición que utilizan esta misma palabra.

### Flash
Los modos de flash permiten al usuario escoger entre configuraciones comunes como "Llenar flash" que siempre hace uso del flash, "Auto flash" que utilizará el flash solo en situaciones de baja luz, "reducción de ojos rojos" que puede disparar el flash antes de realizar la fotografía por contraer las pupilas del sujeto y reducir los ojos rojos, o bien el "Flash off" que no utilizará nunca el flash.
El flash puede tener su propia compensación de exposición que permite al fotógrafo ajustar la exposición del primer plan (iluminado por el flash) y el fondo (no iluminado por el flash). 

### Otros modos
- A pesar de que a veces es utilizado como modo de paisaje, los modos macro a menudo no utilizan los modos de escena, sino que acostumbran a cambiar el área de enfoque y nada más.
- Algunas cámaras proporcionan opciones de afinar parámetros como la agudeza y la saturación, los cuales pueden ser referidos dentro de apartados como "Estilos" o "Películas".
- Algunas cámaras propocionan modos para alterar los colores de la imagen, es decir, para hacer fotografías con blanco y negro, tonos sepia o colores específicos.